# Ponte de Toledo
A Ponte de Toledo (em espanhol:Puente de Toledo) é uma ponte localizada em Madrid, Espanha. Foi construído em estilo barroco entre 1718 e 1732 pelo arquiteto Pedro de Ribera e atravessa o Rio Manzanares, ligando a Rotatória das Pirâmides na margem leste com a Praça Marqués de Vadillo na margem oeste.
Foi declarado Bien de Interés Cultural em 1956 com a categoria de Monumento.

## Galeria

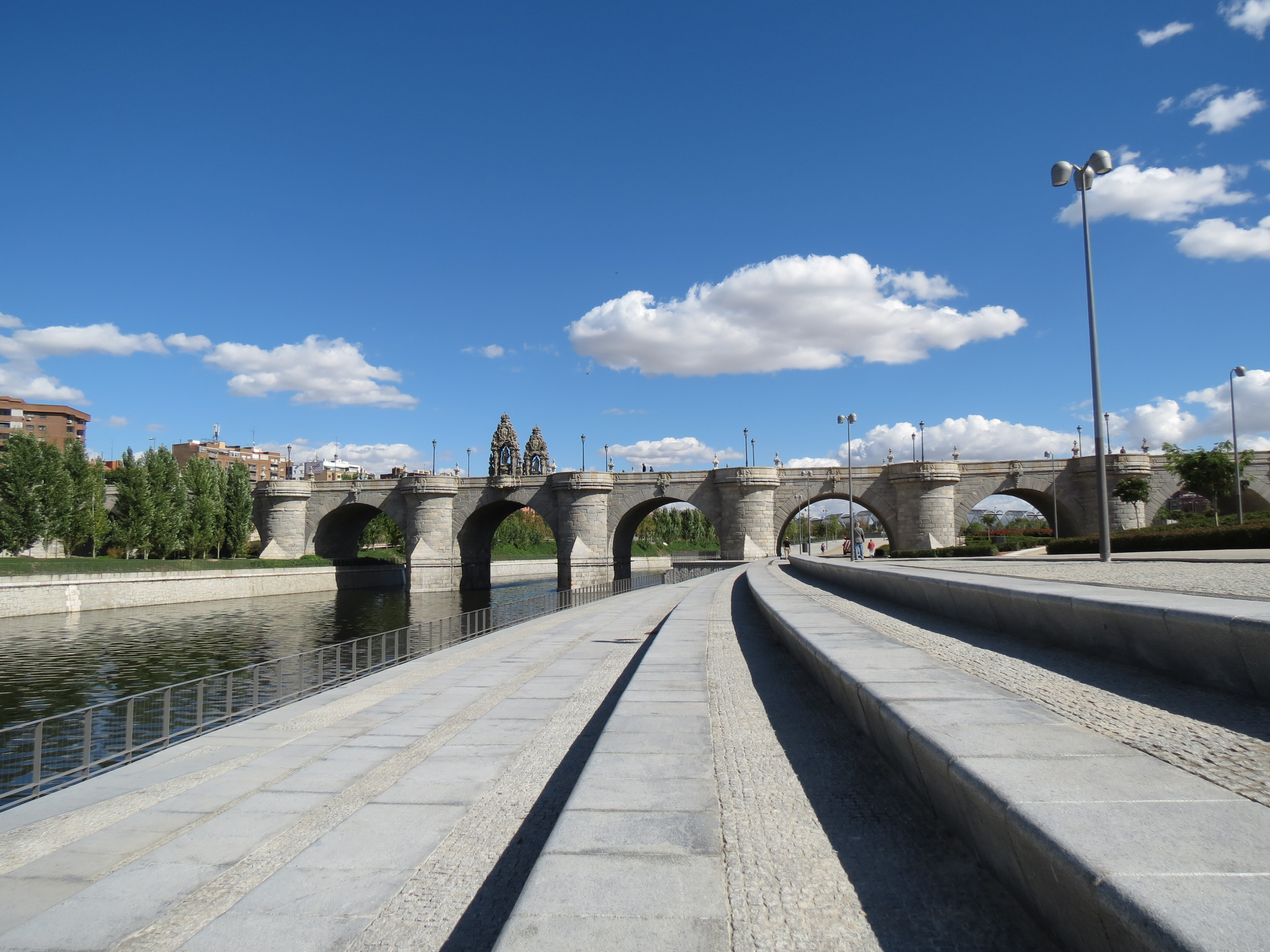
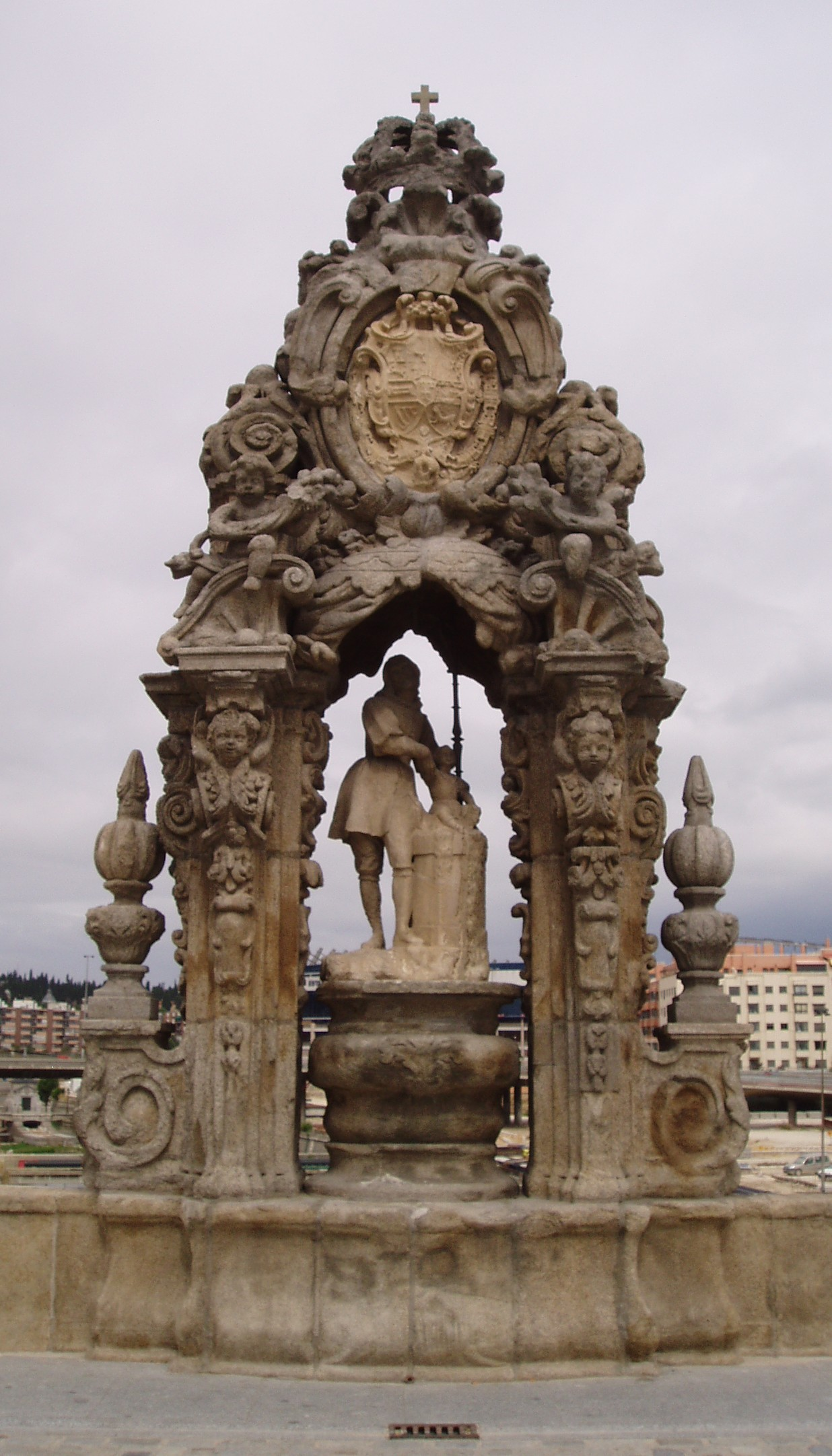
Estátua de Isidoro, o Trabalhador
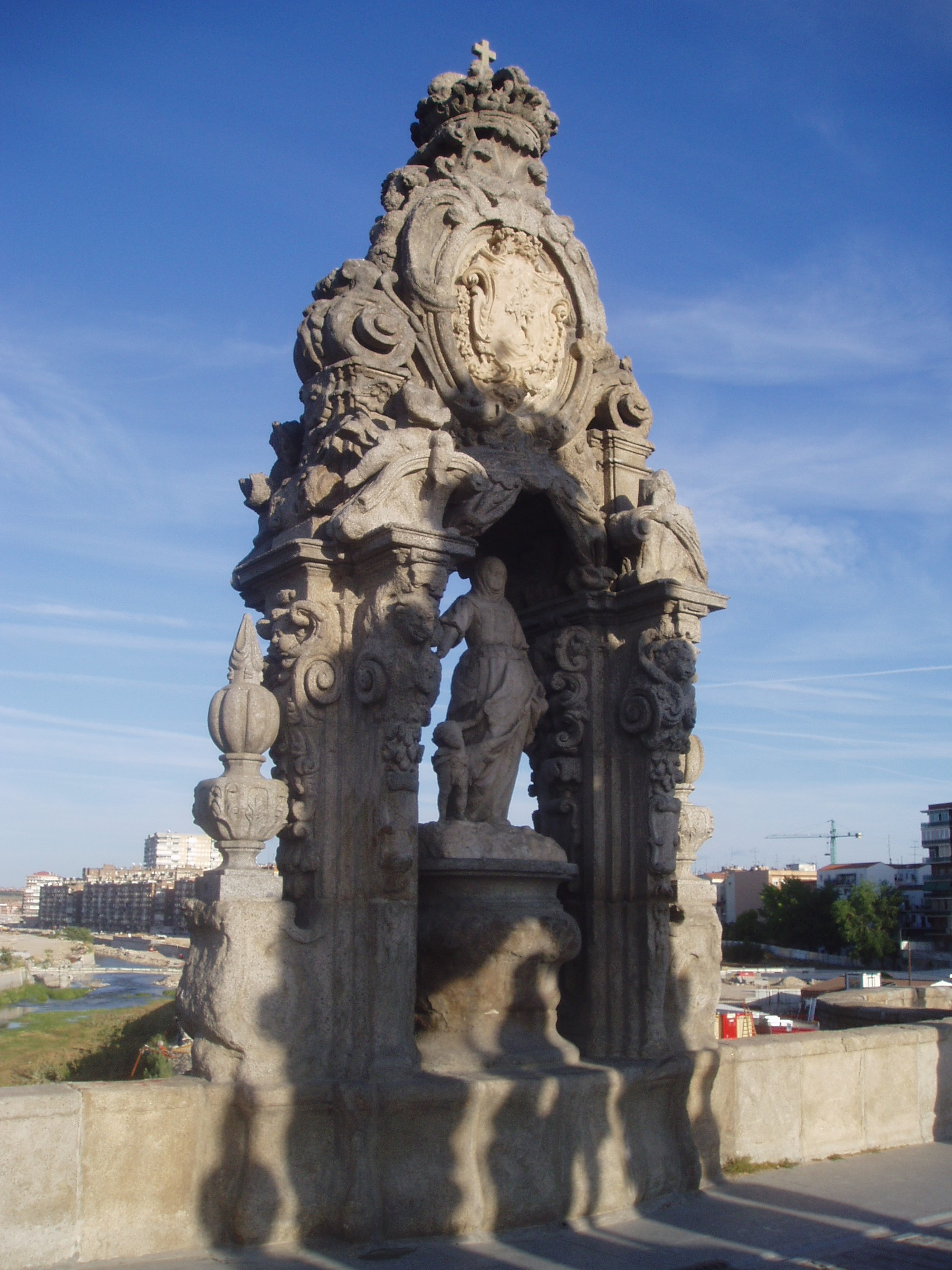
Estátua de Maria Torribia